# Tân Hội, thị xã Cai Lậy
Tân Hội là một xã thuộc thị xã Cai Lậy, tỉnh Tiền Giang, Việt Nam.

## Địa lý
Xã Tân Hội có diện tích 13,76 km², dân số năm 2013 là 11.029 người, mật độ dân số đạt 802 người/km².

## Hành chính
Xã Tân Hội chia làm 5 ấp: Quý Thạnh, Tân Thạnh, Tân Hiệp, Tân Phong, Tân Hòa.

## Kinh tế - Xã hội
Xã Tân Hội là vùng sản xuất cá giống của tỉnh Tiền Giang.

## Thư viện ảnh

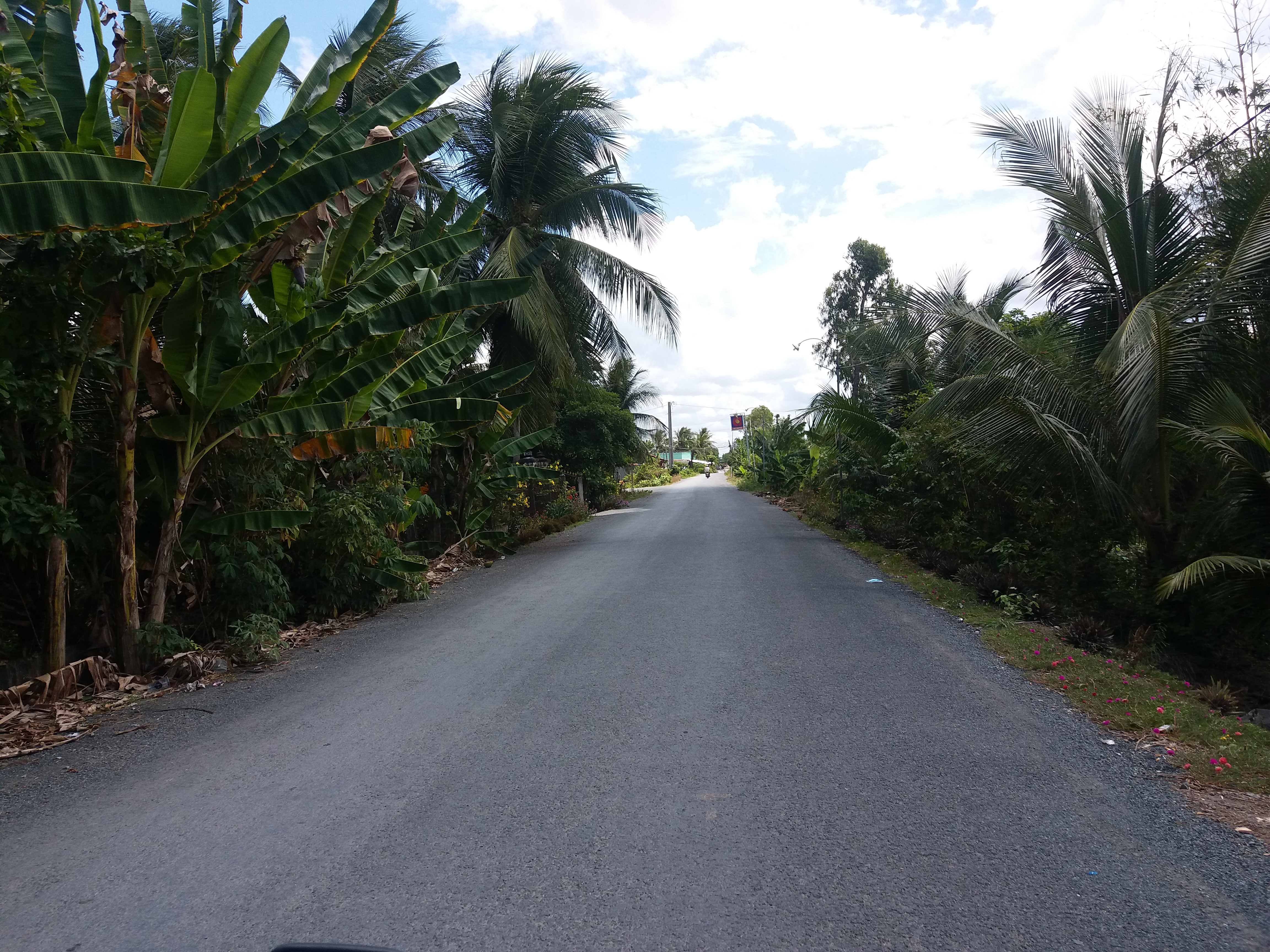
Huyện lộ 53 chạy qua xã.
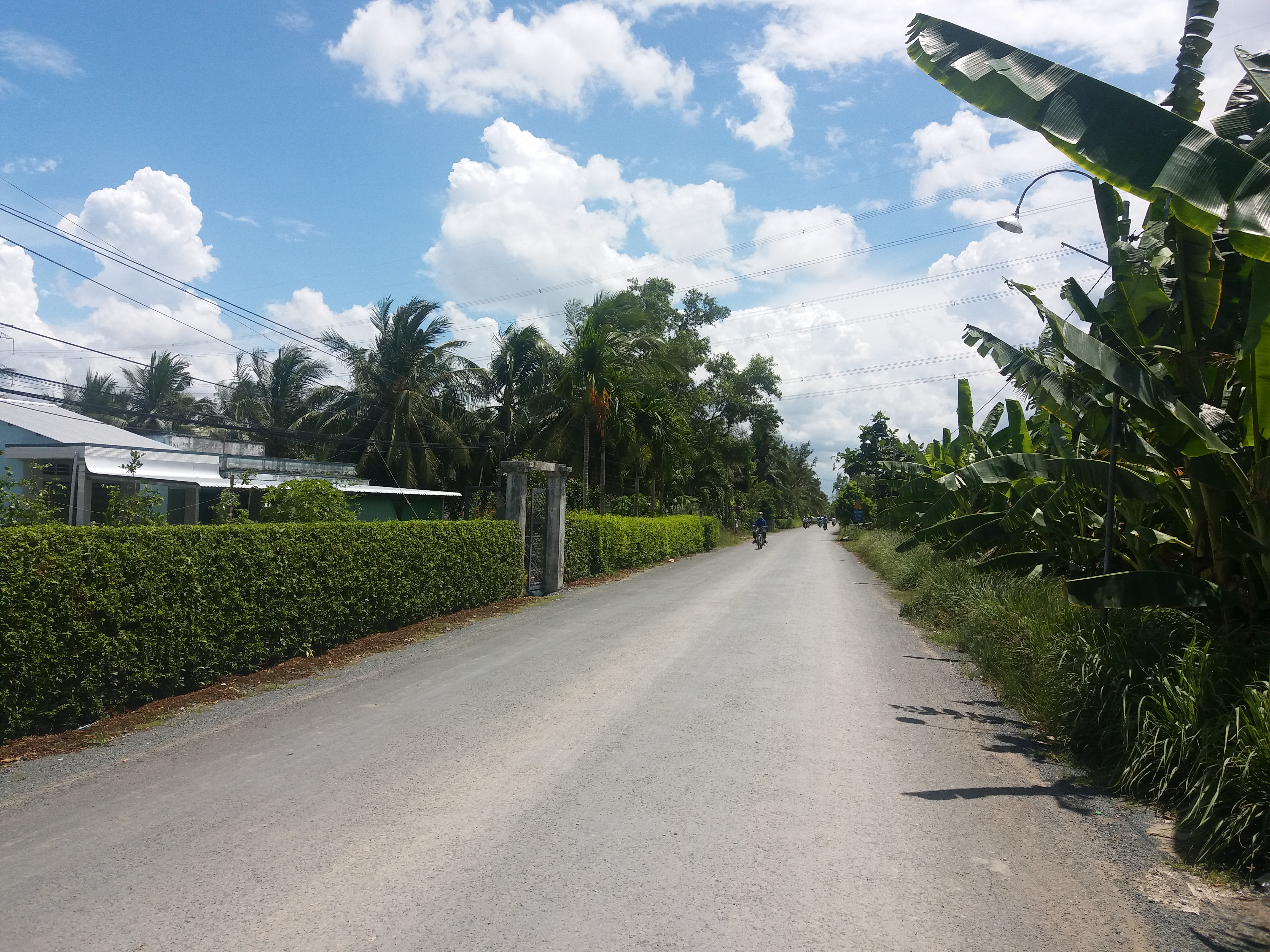
Huyện lộ 53.
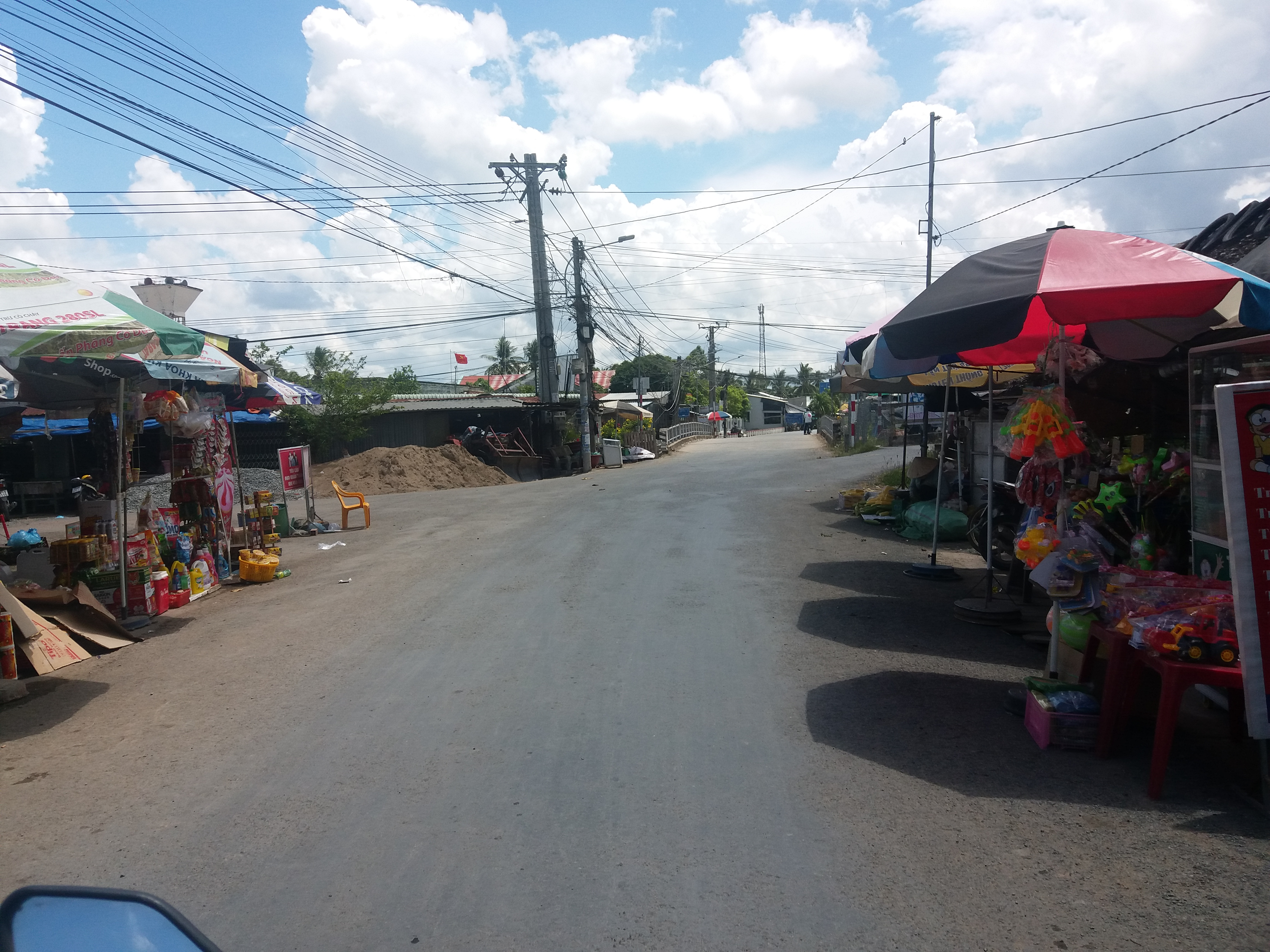
Khu vực chợ Tân Hội.